# Novomalînivka, Șîroke
Novomalînivka (în ucraineană Новомалинівка) este un sat în comuna Cervone din raionul Șîroke, regiunea Dnipropetrovsk, Ucraina.

## Demografie
Componența lingvistică a localității Novomalînivka
     Ucraineană (91,69%)
     Rusă (7,33%)
     Alte limbi (0,24%)
Conform recensământului din 2001, majoritatea populației localității Novomalînivka era vorbitoare de ucraineană (91,69%), existând în minoritate și vorbitori de rusă (7,33%).